# 러셀 하바드

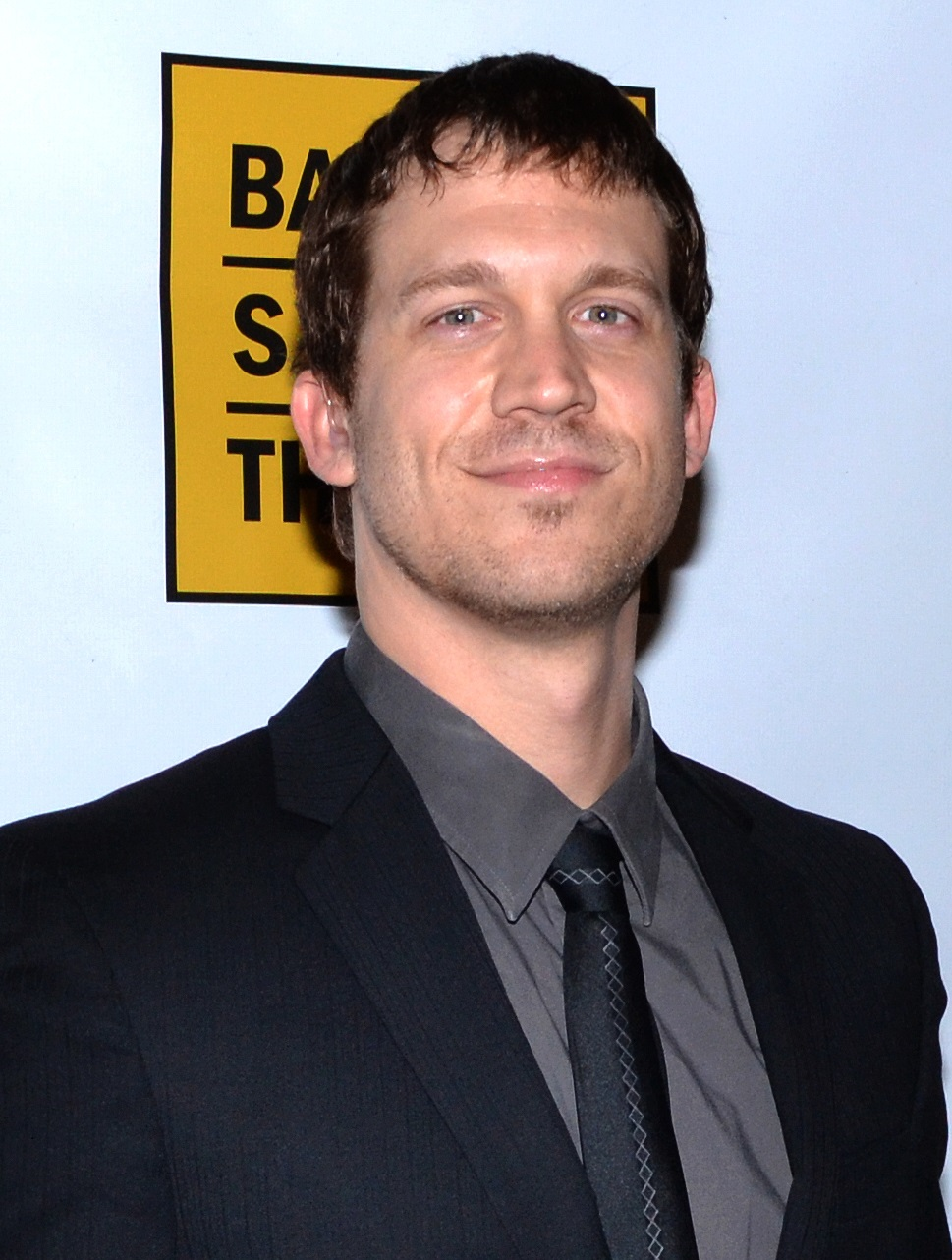

러셀 하바드(Russell Harvard, 1981년 4월 16일 ~ )는 미국의 배우, 연극 배우, 텔레비전 배우, 영화배우이다.
패서디나에서 태어났다.

## 영화
- 더 해머 (2010년) - 맷 해밀 역